# خالد الأنصاري
خالد الأنصاري، لاعب كرة قدم قطري .
لعب سابقاً في نادي قطر و النادي الأهلي و نادي الشمال .

## روابط خارجية
- خالد الأنصاري على موقع Soccerway.com (الإنجليزية)